# درازدامن سرطلایی
درازدامن سرطلایی (نام علمی: Pharomachrus auriceps) نام یک گونه از سرده درازدامن‌ها است.